# Szósty rząd Amintore Fanfaniego

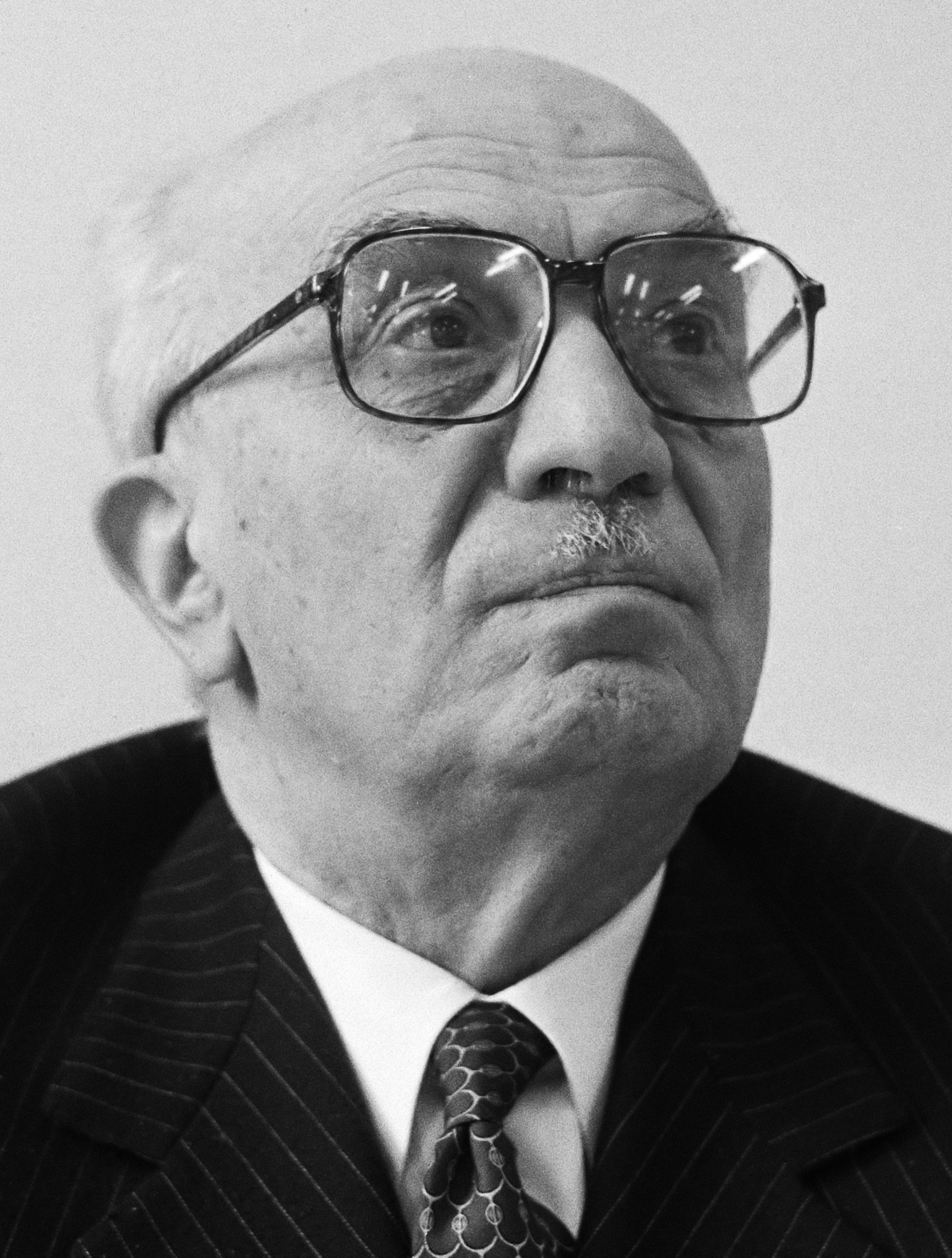
Amintore Fanfani

Szósty rząd Amintore Fanfaniego – rząd Republiki Włoskiej funkcjonujący od 17 kwietnia do 28 lipca 1987.
Gabinet powstał w trakcie IX kadencji Izby Deputowanych i Senatu. Był mniejszościowym rządem tworzonym wyłącznie przez Chrześcijańską Demokrację. Zastąpił drugi rząd Bettina Craxiego. Gabinet nie posiadał wsparcia w parlamencie, funkcjonował kilka miesięcy, a po wyborach w tym samym roku zakończył urzędowanie (powołano wówczas rząd Giovanniego Gorii).

## Skład rządu
- Premier: Amintore Fanfani
- Minister spraw zagranicznych: Giulio Andreotti[1]
- Minister spraw wewnętrznych: Oscar Luigi Scalfaro
- Minister sprawiedliwości: Virginio Rognoni
- Minister skarbu oraz p.o. ministra budżetu i planowania gospodarczego: Giovanni Goria
- Minister finansów: Giuseppe Guarino
- Minister obrony: Remo Gaspari
- Minister edukacji publicznej: Franca Falcucci
- Minister robót publicznych: Giuseppe Zamberletti[2]
- Minister rolnictwa i leśnictwa: Filippo Maria Pandolfi
- Minister transportu: Giovanni Travaglini
- Minister poczty i telekomunikacji: Antonio Gava
- Minister przemysłu, handlu i rzemiosła: Franco Piga
- Minister pracy i ochrony socjalnej: Ermanno Gorrieri
- Minister handlu zagranicznego: Mario Sarcinelli
- Minister marynarki handlowej: Costante Degan
- Minister zasobów państwowych: Clelio Darida
- Minister zdrowia: Carlo Donat-Cattin
- Minister turystyki: Mario Di Lazzaro
- Minister kultury: Antonino Gullotti
- Minister środowiska: Mario Pavan
- Minister bez teki do spraw sytuacji nadzwyczajnych w Mezzogiorno: Salverino De Vito
- Minister bez teki do spraw kontaktów z parlamentem: Gaetano Gifuni
- Minister bez teki do spraw badań naukowych i technologii: Luigi Granelli
- Minister bez teki do spraw regionalnych i służb publicznych: Livio Paladin